# 190 (liczba)
190 (sto dziewięćdziesiąt) – liczba naturalna następująca po 189 i poprzedzająca 191.

## W matematyce
- 190 jest liczbą Harshada[1]
- 190 jest liczbą sfeniczną[2]
- 190 jest liczbą wesołą[3]
- 190 jest liczbą trójkątną[4]
- 190 jest sumą pierwszych 19 liczb naturalnych (1 + 2 + 3 + 4 + 5 + 6 + 7 + 8 + 9 + 10 + 11 + 12 + 13 + 14 + 15 + 16 + 17 + 18 + 19)
- 190 jest palindromem liczbowym, czyli może być czytana w obu kierunkach, w pozycyjnym systemie liczbowym o bazie 4 (2332)
- 190 należy do pięciu trójek pitagorejskich (114, 152, 190), (190, 336, 386), (190, 456, 494), (190, 1800, 1810), (190, 9024, 9026).

## W nauce
- liczba atomowa unennilium (niezsyntetyzowany pierwiastek chemiczny)
- galaktyka NGC 190
- planetoida (190) Ismene
- kometa krótkookresowa 190P/Mueller

## W kalendarzu
190. dniem w roku jest 9 lipca (w latach przestępnych jest to 8 lipca). Zobacz też co wydarzyło się w roku 190, oraz w roku 190 p.n.e.